# スシ王子!
『スシ王子!』（スシおうじ）は、2007年7月27日（一部地域では放送日時が異なる）から9月14日（関西は21日）まで金曜ナイトドラマ枠で放送された堂本光一（KinKi Kids）主演のドラマである。演出は堤幸彦。脚本は佃典彦。金曜ナイトドラマでは初のジャニーズ事務所所属の主演。全8話。
同名の漫画作品『スシ王子! 劇画版』についてもこの項で解説する。
同番組の映画版は『銀幕版 スシ王子! 〜ニューヨークへ行く〜』を参照。

## 概要
かつて「スシ王子」として名を馳せたが父と祖父の死がきっかけで寿司の世界を去り、自然流琉球唐手を学ぶ男・米寿司が自然流の奥義を学ぶため寿司の世界に舞い戻り、旅の途中で出会う刺客たちと寿司勝負を繰り広げるアクションコメディー。
番組放送前から映画化が決定しているが、企画のコンセプトとしては映画の企画から先行しているためドラマ版は映画のエピソード0の位置づけで作られている。映画版の撮影のため、ドラマ放送開始前にクランクアップしている。最終話は映画に直接繋がるエンディングとなっている。

## 登場人物

### 主要人物
米寿司（まいず つかさ） - 堂本光一（KinKi Kids）、阿久津賀紀（10歳時）、伊澤柾樹（5歳時）
沖縄・宮古島で自然流琉球唐手の師範・リリーの下で修業に励む青年。よく名前をコメスシと読み間違えられる。育ちは宮古島のようだが、全く訛っていない標準語で話す。幼少時代は寿司職人であった父・船造の英才教育により、天才少年寿司職人として世間の注目を浴びていた。当時の通称は「スシ王子」。今ではそう呼ばれるのを嫌っているようで、「その名前で呼ばないでくれ」と怒るのだが、「スシ王子！」と声をかけられると、条件反射で握りのポーズをとってしまう。寿司職人としての腕は一流だが、平常時の格闘家としての才能は皆無に等しい。漁の最中に巨大カジキマグロに目の前で父と祖父を殺されており、その事件が原因で寿司の道を捨てることに。さらに、その時巨大カジキと目が合ってしまったことにより、魚の目を直視出来なくなってしまう（「ウオノメ症候群」。架空の精神病で、胼胝の一種の“魚の目”とは無関係）。万が一目が合ってしまうと、症状が軽い場合は「ギョ！」と驚く程度だが、鯛や鰹などの大きめの魚と目が合うと（たとえそれが作り物の魚でも）一時的に髪の毛が逆立った後、錯乱状態に陥り大暴れし、ケンカでの強さが大幅にパワーアップする（リリー曰く覚醒）。覚醒すると昼間でも暗雲が垂れ込め太陽を隠してしまい、夜のようになってしまう（奥義「ティダ隠し」（奥平命名））。覚醒時の決め台詞は「お前なんか、握ってやる!」（お前とは目が合った魚のことである）。格闘が必要な場面では効果的だが、それ以外の場合はただの暴走となり、非常に危険である。現在、自然流究極奥義を継承するために必要不可欠である寿司の世界に再び身を投じる。よく漢字を読み間違えたり、慣用句を言い間違えたりする（「免許皆伝」を「メンキョミナデン」、「一肌脱ぐ」を「人肌に温める」など）。パンチパーマが数分で解けてしまうほどのサラサラヘアーである。また美的センスも皆無。
最終話では、実の弟・洋との対決の中で、洋と共にサヨリのために思い出の稲荷寿司を作り、洋以下「銀座一柳」と和解。その後さらなる修業のために屋台寿司を開くが、リリーにシャリの極意を極めるためにニューヨークで修業することを言い渡され、「八十八」へ向かう。
河原太郎（かわはら たろう） - 中丸雄一（KAT-TUN）
地元の寿司屋「ティダ寿司」で働く下っ端職人。司と共に、寿司修業に励む。以後、司のことを「兄貴」と呼び、慕っている。毎回ストーリーに全く描かれないところで物凄いスピードでそこの地のヒロインと仲良くなる。指差しが癖。通称は「河太郎」であるが、テロップや、エンドロールも河太郎になっていた。また、親戚や昔からの知人以外に河太郎以外の名前で呼ばれたためしがなく、父からは「太郎」、母からは「太郎ちゃん」、河原組のヤクザからは「太郎坊ちゃん」、幼馴染からは「ヤクザの（河原）太郎ちゃん」と呼ばれている。大抵の司の覚醒時の「ヨッ、スシ王子!」という合いの手は彼が言っている。
しかし、本当は銀座一柳に唆され、司の行動を教えるなどスパイ行為をしていた。司の自然流指南書を盗んだのも河太郎である。
次回予告のナレーターも担当（銀座一柳に協力していたことが発覚し司の元を離れた7話では、ウミが担当した）。

### 銀座一柳
銀座に店舗を構える寿司屋。様々なところに支店を持っている。司が「銀座一柳を乗っ取ろうとしている」という理由で司が立ち寄る場所に刺客を送っている。
一柳銀次郎（いちやなぎ ぎんじろう） - 若林豪
「銀座一柳」の四代目総長。娘のサヨリを奪った司の父とその息子の司を目の敵にしている。気仙沼篇から登場。孫に当たる司同様に漢字の読みを間違える癖（？）がある。
一柳鱒太郎（いちやなぎ ますたろう） - 西村雅彦
「銀座一柳」の店長。洋の義父。気仙沼篇から登場。得意技は高速での包丁さばきで瞬時に生け作りを作り出す「瞬間抜刀」。彼の作りだした寿司はさばかれてもなおも生き続けている。
一柳洋（いちやなぎ ひろし） - 成宮寛貴、鏑木海智（5歳時）
寿司職人にして司の生き別れの弟であり、二卵性双生児。通称「スシウルフ」。勝浦篇から登場。得意技はあまりの作業の速さに残像が残り、あたかも数人の洋が同時に別々の作業をしているように見える「暗流群狼握り」。
一柳サヨリ（いちやなぎ サヨリ） - 柏木由紀子、重泉充香（15年前）
司の母親。「銀座一柳」の奥座席で生活している。船造と引き裂かれたショックから、精神的な病に掛かり心を閉ざしている。気仙沼篇から登場。

#### 刺客
鮫島竜太（さめじま りゅうた） - 袴田吉彦
宮古島編に登場。「銀座 一柳」の寿司職人。ドイツで寿司屋を営んでいた。握ったネタの鮮度が少しでも落ちるのを嫌ってか、いつも両手を氷水に浸け冷やしている。得意技は寿司を2.4秒とものすごい速さで握る「電光石火稲妻握り」。「すしアイランド計画」推進派側の職人として寿司対決で司と対決し、1対1と五分五分の中、審査員のドイツの首相が自分の店でウニの食べすぎで痛風になったことを見抜いた司に敗北する。東京編にも登場、「銀座 一柳」を辞め「SUSHI BAR ベルリン乃風」を営んでいる。再び司と勝負し敗れてからは司たちと行動を共にしている。
赤月真九郎（あかつき しんくろう） - 葛山信吾
気仙沼編に登場。小学のころから「銀座一柳」で修業をしていた寿司職人。北山鯛造の最後の弟子。得意技は「づけ握り」。北山の使う醤油を超える伝説の醤油「竜王山精華醸造」を持っている。名前を“まぐろ”と読み間違えられる。
鱗林勝男（うろこばやし かつお） - 板尾創路
勝浦編に登場。「銀座一柳」大阪支店の寿司職人。得意技は千手観音のような手さばきでネタを捌き、空気を吸い込んで作った真空の中で握る「真空千手握り」。寿司を握るとき以外は首に鎖を提げている。名前を“うんこ林”と間違えられる。
巻周五郎（まき しゅうごろう） - 伊藤明賢
勝浦編に登場。「銀座一柳」マドリード支店の店主。かつては牧野神兵衛の弟子で“巻きの極意”授かっている。会話のところどころにスペイン語を入れる。得意技は「無敵艦隊軍艦巻き」。

### その他の人物
源ウミ（みなもと ウミ） - 加藤夏希
雑誌社の記者。愛知県名古屋市出身。とても訛りの強い言葉遣いなのだか、本人はあまり気が付いていない模様。司のことを「つきゃさ君」と呼んでしまっている。負けん気が強く合気道の修得者で、司より腕は立つ。
七話のみ次回予告のナレーションを担当。
奥平海月（おくだいら くらげ） - 山下真司
「ティダ寿司」の主人にして、自然流琉球唐手修得者。司の兄弟子にあたる人物。相当の使い手で、覇気をはらんだ寿司を握る。熱く焼けた砂を素手で瞬時に握ることが出来る、一億人に一人とされる職人。なぜか究極奥義の話をする時は、毎回同じ海岸で話したがる。
朝比奈庄月（あざひな しょうげつ） - 篠井英介
評判の料理評論家。しかし裏では、「すしアイランド計画」推進派と結託して次々と司に刺客を送り込んでいる。司の母のことを知る、数少ない人物の一人。
米寿船造（まいず せんぞう） - 永澤俊矢
司の父親。通称「スシ男爵」。幼い司に「カンヌンキギダキ（神様から頂いた分だけ）」の精神を説く。かつて銀座一柳の寿司職人だったが、サヨリと駆け落ちし、船の上で「カンヌ寿司」を営んでいた。だが銀次郎にサヨリと引き裂かれてしまう。その後、海の主である巨大カジキマグロを狙い司と祖父と共に漁に出るが、巨大カジキマグロに祖父共々串刺しにされ死亡。
米寿海造（まいず うみぞう） - 楚南和英
司の祖父。通称「スシ王」。
アーソー - 野添義弘
時折、駅員や警官として司の前に現れる男。

### 宮古島篇
武留守リリー（ぶるす リリー） - 平良とみ
自然流琉球唐手師範で、司と奥平の師匠。老体からは想像もつかないほどの身体能力の持ち主。司の本質を見抜き、覚醒を見届けた後、この世を去ったと思われたが、最終話で再登場。実は魂となってこの世に残っており、アーソーに乗り移って司を見守っていた。
多々羅篤（たたら あつし） - 半海一晃
県庁開発推進課。すしアイランド計画に関わっている。
國武会宮古島支部長 - 野添義弘
海龍派國武会の宮古島支部長。すしアイランド計画推進派につき、反対派に妨害工作を仕掛けてくる。
石橋信人（いしばし のぶと） - 山崎和如
リゾート開発会社に勤め、すしアイランド計画に関わっている。
レポーター - 大木凡人
15年前に10歳の司を取材した、テレビ司会者。
大黒軍曹（おおぐろぐんそう） - 池田成志
イベント総指揮を担当。

### 気仙沼篇
林田ひかり（はやしだ ひかり） - 市川由衣
気仙沼の旅館「はやし屋」の娘。通称「ヒカリン」。気立てのいい性格だが怒ると気性が激しくなる一面も。「はやし屋」の再建を夢見て生計を立てている。
林田カンパチ（はやしだ カンパチ） - 酒井敏也
気仙沼の旅館「はやし屋」の主人。料理の腕は良いが、1年前食中毒騒動を起こされ休業に追い込まれてしまい、賭博に溺れるようになる。
北山鯛造（きたやま たいぞう） - 夏木陽介
気仙沼の軽トラ寿司店「北山鮨」の店主。通称「ヅケの閻魔」。なぜか究極奥義の話をする時は、毎回同じ岸壁（岩井崎）で話したがる。
野呂山鉄平（のろやま てっぺい） - 松山幸次
気仙沼の軽トラ寿司店「北山鮨」の見習い。以前まで気仙沼の旅館「はやし屋」で働いていた。通称「トロ山」。得意技は「厚焼き玉子」。作業は途方も無く遅いが、できあがった厚焼き玉子は鶏が見た風景を食した者に見せることができる。司も北山の弟子入り後は赤月真九郎戦で同様のことができるようになる。
小田島務（おだじま つとむ） - 佐渡稔
気仙沼にある「リアス式海岸観光協会」の1人。浜野と結託して「はやし屋」で食中毒騒動を手引きした。
浜野波路（はまの なみじ） - 秋山菜津子
気仙沼の旅館「はまや」女将。小田島と結託して「はやし屋」で食中毒騒動を手引きした。
気仙沼二郎 - 気仙沼二郎
審査員。みちのくプロレスプロレスラー（本人役）。
丸山幸子 - 山野海
審査員。「気仙沼食通の会」会長。

### 勝浦篇
浅葱ユリ（あさつき ユリ） - 貫地谷しほり
河太郎の同級生。学童保育施設「ツカサハウス」に勤める保育士。快活で明け透けな性格。子供時代から子供が好き。
磯貝タクミ（いそがい タクミ） - 西山潤
勝浦の寿司店「磯貝寿司」の一人息子。ユリからはなぜかフルネームで呼ばれている。放課後には学童保育施設「ツカサハウス」に通っている。寿司店の息子だが、ある理由があり寿司嫌い。しかし、司の幼少時代の話を聞き、司に弟子入り。通称「スシ王子Jr.」
牧野神兵衛（まきの じんべえ） - 赤星昇一郎
巻き寿司を得意としており、かつては「巻きのジンベエ」とも言われていた。現在は寿司職人を引退し、学童保育施設「ツカサハウス」の園長を務めている。銀座一柳の話をするときは蓑を羽織っている（赤星の所属していたトリオ「怪物ランド」出演の深夜バラエティ番組『ウソップランド』での登場キャラクターのセルフパロディ）。
河原龍之介（かわはら りゅうのすけ） - 大友康平
河太郎の父で、志麻子の夫。河原組の組長。
河原志麻子（かわはら しまこ） - 峯村リエ
河太郎の母で、龍之介の妻。極端に目が悪いため息子と司をよく間違える。
十文字（じゅうもんじ） - 菅田俊
河原狩舞会の若頭。河原家とは昔から、親交の深い人物であるが、裏では※※組と結託し龍之介の失脚を狙っている。
※※組組長（こめこめぐみくみちょう） - 中村まこと
関西から勝浦に進出してきた※※組の組長。
磯貝平政（いそがい ひらまさ） - ミスターちん
勝浦の寿司店「磯貝寿司」の店主。タクミの父親である。貝を使った寿司が得意。寿司の腕は確かだが元々無愛想だったため朝比奈庄月の気分を損ね、雑誌で酷評され客足が途絶えた。

## スタッフ
- 原案・脚本・演出：堤幸彦
- 脚本:佃典彦、関えり香
- プロデューサー:藤本一彦、中沢晋
- チーフプロデューサー:桑田潔
- 音楽：見岳章
- 演出:丸毛典子、木村ひさし
- サウンドデザイン：石井和之
- 協力：池田屋、阿吽、TAMCO、アックス、テレフイット、京阪商会、東京衣裳、山田かつら、アートメイク・トキ、金井大道具、アサヒ植木装飾、江戸川橋スタジオ、SPOT、スーパードライバーズ
- 制作協力：ABC
- 制作：テレビ朝日、オフィスクレッシェンド

## 主題歌
- 「涙、ひとひら」 - KinKi Kids（ジャニーズ・エンタテイメント）

## サブタイトル
| 各話   | 放送日        | サブタイトル           | 脚本            | 演出       | 視聴率 |
| ------ | ------------- | ---------------------- | --------------- | ---------- | ------ |
| 第1話  | 2007年7月27日 | 唐手の道は寿司の道     | 佃典彦          | 堤幸彦     | 8.8%   |
| 第2話  | 8月3日        | 打倒! 電光石火稲妻握り | 佃典彦          | 堤幸彦     | 7.3%   |
| 第3話  | 8月10日       | 探せ! づけの閻魔       | 佃典彦 堤幸彦   | 丸毛典子   | 6.9%   |
| 第4話  | 8月17日       | 掴め! 幻の醤油         | 佃典彦 堤幸彦   | 丸毛典子   | 5.9%   |
| 第5話  | 8月24日       | 倒せ! 真空千手握り     | 関えり香 堤幸彦 | 木村ひさし | 7.1%   |
| 第6話  | 8月31日       | 立ち上がれ! 勝浦の心   | 関えり香 堤幸彦 | 木村ひさし | 8.1%   |
| 第7話  | 9月7日        | 超えろ! 瞬間抜刀       | 佃典彦 堤幸彦   | 堤幸彦     | 8.3%   |
| 最終話 | 9月14日       | 熾烈! 兄弟対決         | 佃典彦 堤幸彦   | 堤幸彦     | 7.9%   |

- 平均視聴率 7.5%（ビデオリサーチ調べ・関東地区）
- 8月10日は「第31回全英リコー女子オープンゴルフ」のため一部の遅れ地域は同時ネットに

## 備考
- 主人公・司が口ずさんでいた歌（修行歌）は堤幸彦の即興。
- 2008年4月25日の「クレヨンしんちゃん」で、堂本と中丸が本人役でキャスティング出演した。エンディングには着ぐるみのしんのすけと共演もしていた。

## 漫画『スシ王子! 劇画版』
小学館の漫画雑誌「週刊ヤングサンデー」にて2007年に佐藤周一郎（原案：堤幸彦）によって連載された。 

## 関連商品
- スシ王子！DVD-BOX
- すしなび 〜銀幕版 スシ王子!〜(DVD)

| テレビ朝日系 金曜ナイトドラマ               | テレビ朝日系 金曜ナイトドラマ      | テレビ朝日系 金曜ナイトドラマ            |
| 前番組                                      | 番組名                             | 次番組                                   |
| ------------------------------------------- | ---------------------------------- | ---------------------------------------- |
| 帰ってきた時効警察 （2007.4.13 - 2007.6.8） | スシ王子 （2007.7.24 - 2007.9.14） | モップガール （2007.10.12 - 2007.12.14） |